# 15e bataillon de chars de combat
Le 15e bataillon de chars de combat (15e BCC) est une unité de l'armée française créée en 1939 ayant participé à la Seconde Guerre mondiale. Équipé de chars B1 bis, il combat pendant la bataille de France au sein de la 2e division cuirassée. 

## Historique
Le 15e bataillon de chars de combat est créé en août 1939 à partir du IIe bataillon (4e, 5e et 6e compagnies) du 510e régiment de chars de combat de Nancy, qui était la première unité dotée de chars B1 bis.
Le bataillon rejoint Solgne dès la fin août, où il reste jusqu'au 10 septembre. D'abord affecté au groupe de bataillon de chars 510 (3e armée), il est rattaché dès le 5 septembre à la 2e brigade cuirassée, qui stationne en Lorraine.
Il est engagé en soutien de l'offensive de la Sarre, s'avançant dans la région de Tunting à partir du 10 septembre puis il se replie le 22.
La 2e brigade cuirassée, devenue en janvier 1940 la 2e division cuirassée, reste ensuite à l'entrainement dans la région de Châlons-sur-Marne.
Destinée à venir en soutien de la 1re armée française qui entre en Belgique le 10 mai 1940, la 2e division cuirassée est dirigée le 13 au soir vers les positions de la 9e armée dans les Ardennes. Les premiers éléments blindés arrivent par train le 15 mai au nord de Rethel tandis que les unités motorisées de soutien arrivent par la route. Il ne rejoindront pas. Les chars du 15e BCC se retrouvent sur l'Oise avec la 9e armée.

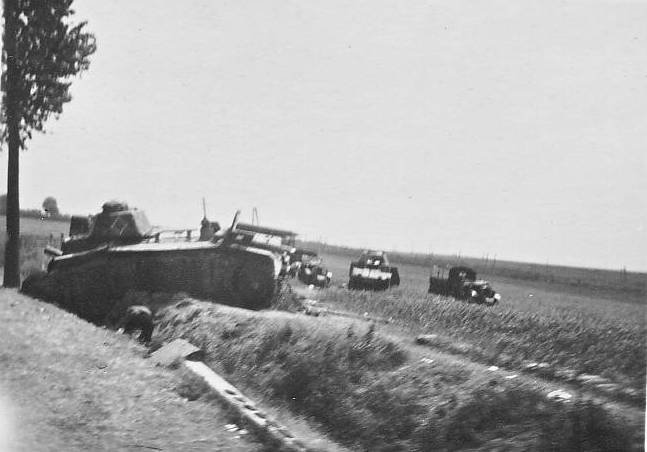
Le B1 bis Indochine, détruit le 17 mai 1940- par le tir fratricide d'un canon antichar français près de Bazuel.

Le 16 mai, un groupement formé des 1re et 2e compagnies du 15e BCC et d'une compagnie de chasseurs portés reçoit l'ordre de contre-attaquer sur l'axe Marle-Montcornet-Liart autour de la Serre, dans le secteur de la 6. Panzerdivision. Les Français repoussent des éléments légers allemands puis l'attaque, vaine, est stoppée. Le reste des unités est dispersé pour garder les ponts sur l'Oise.
La division est regroupée à partir du 18 mai 1940 et se dégage le lendemain. Le 15e BCC n'a plus que huit chars et forme un bataillon de marche avec le 8e bataillon de chars de combat.

## Ordre de bataille et nom des chars au 10 mais 1940

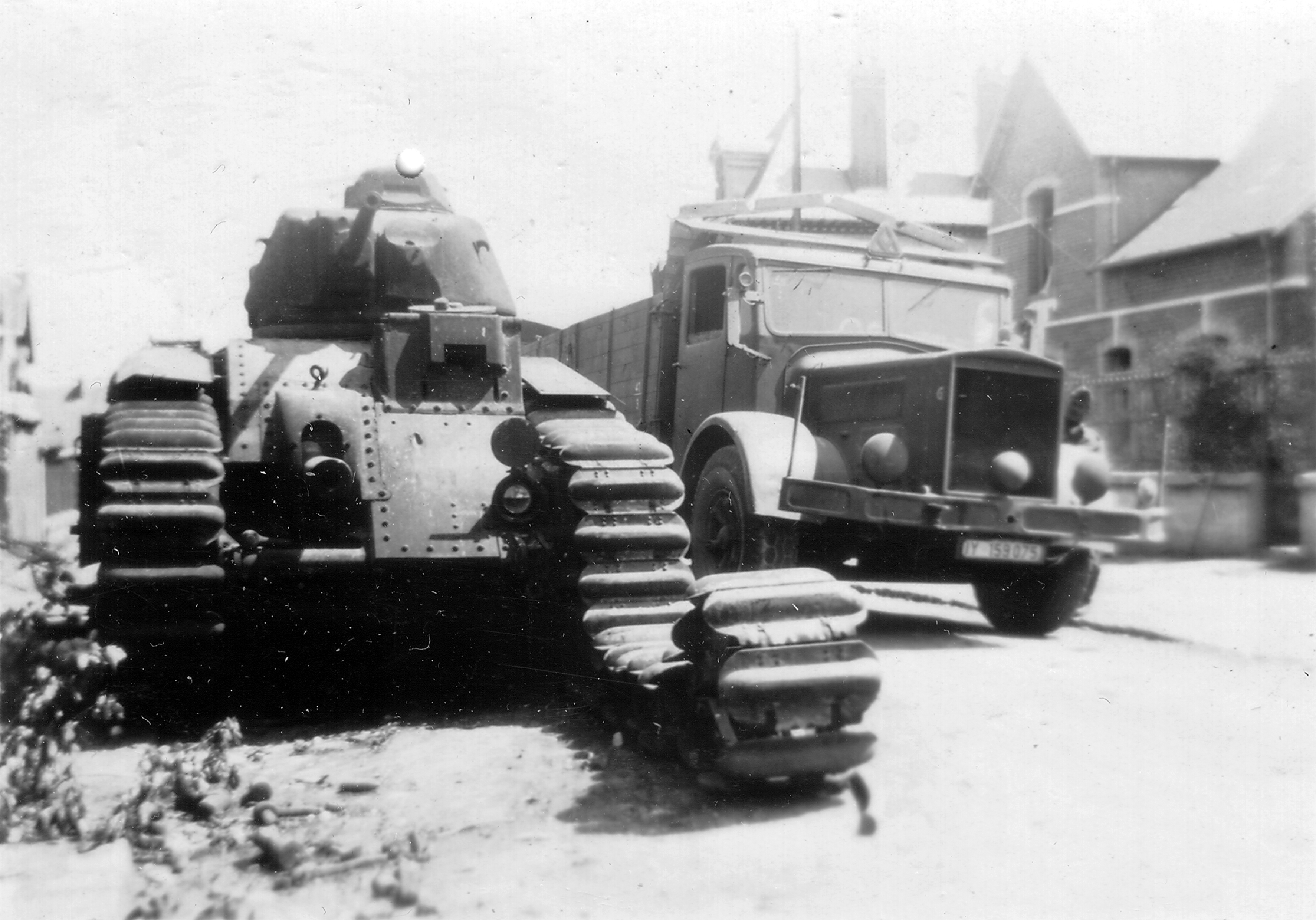
Un camion allemand passe à côté du B1 bis no 209 Sénégal, de la 1re compagnie du, détruit le 19 mai 1940 près de Saint-Simon (Aisne).

- Chef de bataillon (commandement Bourgin[11]) : 234 Marseille[12]
- Compagnie d'échelon : 233 Nice[13], 207 Martinique[14] et 201 France[15]
- 1re compagnie (capitaine Laurent)[11]
  - Chef de compagnie : 230 Rennes[16]
  - 1re section : 225 Grenoble[17], 209 Sénégal[10], 210 Tonkin[18]
  - 2e section : 221 Lyon[19], 235 Toulon[20], 257 Bourrasque[21]
  - 3e section : 208 Guadeloupe[22], 227 Bordeaux[23], 267 Tempête[24]
- 2e compagnie (capitaine Vaudremont)[11]
  - Chef de compagnie : 212 Cambodge[25]
  - 1re section : 214 Corse[26], 252 Flamberge[27], 258 Foudroyant[28]
  - 2e section : 213 Aquitaine[29], 202 Algérie[30], 216 Anjou[31]
  - 3e section : 206 Madagascar[32], 217 Cantal[33], 254 Bombarde[34]
- 3e compagnie (capitaine Pompier)[11]
  - Chef de compagnie : 265 Mistral[35]
  - 1re section : 218 Vosges[36], 228 Nantes[37], 262 Tramontane[38]
  - 2e section : 215 Savoie[39], 224 Besançon[40], 204 Tunisie[41]
  - 3e section : 203 Maroc[42], 205 Indochine[8], 266 Tornade[43]

## Traditions

### Insigne métallique
L'insigne du 15e BCC est inspiré de celui du 8e BCC. Il montre une salamandre entourant un char B1 bis représenté de trois-quarts. Un coup jaillit du canon de 75 du char, accompagné de la devise « ET TOC ». La devise signifie soit « toujours osez combattre » soit désigne simplement un coup au but.
Il est fabriqué en bronze aspect vieil argent par la maison Arthus-Bertrand en décembre 1939.

### Fanions
Le fanion du bataillon porte à l'avers l'inscription « 15e bataillon de chars de combat » et une salamandre. Le revers montre le heaume et les canons croisés des chars de combat surmontant les chiffres 15, encadrés par deux chardons et deux croix de Lorraine.
Le fanion de la compagnie d'échelon porte à l'avers un tracteur SOMUA MCL (it) et au revers reprend la salamandre et le char de l'insigne métallique.